# プラスチック磁石
プラスチック磁石（プラスチックじしゃく）は、素材がプラスチックでできている磁石のことを指す。普通の磁石が使えない場面での用途が期待される。
簡便に、様々な種類の磁石を粉末にして混ぜ合わせ、ゴムなどと一緒に練ったボンド磁石をプラスチック磁石と呼ぶことがある。
磁性素材そのものがプラスチックである例としては、エメラルディンベースのポリアニリン (PANi) 骨格上に電子受容体であるテトラシアノキノジメタン (TCNQ) の構造を持たせた磁性ポリマー (PANiCNQ) から作られた非金属の磁石が知られる。2004年にイギリスのダラム大学の研究者によって発明された。窒素を含むπ共役系構造を持つ PANi は空気中でも安定な導電性高分子であり、そこへアクセプタ分子である TCNQ の構造を導入することで、フリーラジカルが発生して金属磁石と非常に良く似た性質を示す。